# Al-Hallaŷ
Abu l-Muzig al-Husayn ibn Mansur, más conocido como Al-Hallaŷ o Al-Hallaj, el "cardador". Místico sufí y cármata nacido en al-Bayda (actual Irán) en el 857 de la era cristiana y muerto en Bagdad, en el 922 de la era cristiana.
Se le puede considerar un verdadero "agitador de conciencias" (el cardador de los corazones), más allá quizás de su consideración como "maestro sufí" o "poeta místico islámico". Con su mensaje inicia realmente una nueva etapa en la mística islámica, siendo reconocido como maestro por personajes de la talla de Farid Udin Attar o Yalal ad-Din Rumi, que mantendrán en el tiempo su visión de unión íntima con Dios.
Tras una primera etapa en la que se introdujo en el mundo del "sufismo piadoso" que proliferaba en aquella época en la Persia recién dominada por el Islam (sus abuelo era todavía practicante de la religión persa antigua), Al-Hallaŷ inició una etapa de progresivo distanciamiento de las ideas más ortodoxas acerca de la forma de concebir la espiritualidad islámica. Es en esta época cuando inicia una serie de viajes que le habrían de llevar a la India y China, entrando en contacto con las antiquísimas tradiciones de estas culturas así como sus peregrinaciones a la Meca (que visitaría en tres ocasiones).
Inicia también sus discursos públicos, en los que desarrolla su concepción especial acerca de una espiritualidad abierta a todos y alejada de rituales e intermediarios. Sus viajes finalizan en los mercados y mezquitas de Bagdad, donde consciente del posible resultado de sus predicas, asume la responsabilidad de difundir su mensaje, que en gran medida podría resumirse en la sentencia "Yo soy la verdad" (Ana’l-Haqq), donde pone en tela de juicio la visión ortodoxa de la concepción divina. Es por este motivo que es arrestado bajo la acusación de chií y de haber atentado contra la autoridad del califa. Condenado a muerte, es ejecutado mediante la horca, crucificado, mutilado y quemado. Curiosamente, Al-Hallaŷ, un seguidor de Isa (Jesús) y su concepción del amor, es consciente de que su muerte contiene también el mensaje redentor de la pasión.
La figura de Al-Hallaŷ resultaría muy atractiva para el Orientalismo del siglo XIX y diferentes serían las interpretaciones que se harían de su figura. Entre ellas destacaría la de Louis Massignon, que dedicó prácticamente su vida al personaje y crearía una vasta obra al respecto, aunque en la actualidad se discutan muchas de sus concepciones.

## Enseñanzas, arresto y encarcelamiento
Entre los otros sufíes, Al-Hallaj era una anomalía. Muchos maestros sufíes sentían que no era apropiado compartir el misticismo con las masas, sin embargo, Al-Hallaj lo hizo abiertamente a través de sus escritos y a través de sus enseñanzas. Por lo tanto comenzó a hacer enemigos. Esto se vio agravado por las ocasiones en que caía en trances, que se atribuyó a estar en la presencia de Dios.
Durante uno de estos trances, él pronunció أنا الحق Ana l-Haqq "Yo soy la verdad", que fue tomada en el sentido de que él estaba afirmando ser Dios, ya que al-Haqq "la Verdad" es uno de los noventa y nueve nombres de Alá. En otra declaración controvertida, al-Hallaj afirmó "No hay nada envuelto en mi turbante salvo Dios", y del mismo modo que apuntaría a su capa y dijo, ما في جبتي إلا الله Mā fî jubbatī illa l-Lah "No hay nada en mi manto salvo Dios. "Este tipo de expresión mística se conoce como Shath.
Declaraciones como éstas le llevarían a un juicio largo, y su posterior encarcelamiento durante 11 años en una prisión de Bagdad. Fue ejecutado públicamente el 27 de marzo de 922.

## Obras
- Dīwān, edición, traducción y caligrafía árabe de Halil Bárcena. Fragmenta Editorial, Barcelona, 2021.[1] ISBN 978-84-17796-48-8